# 633 Целіма
633 Целіма (633 Zelima) — астероїд головного поясу, відкритий 12 травня 1907 року Августом Копфом у Гейдельберзі.